# Laudianismo

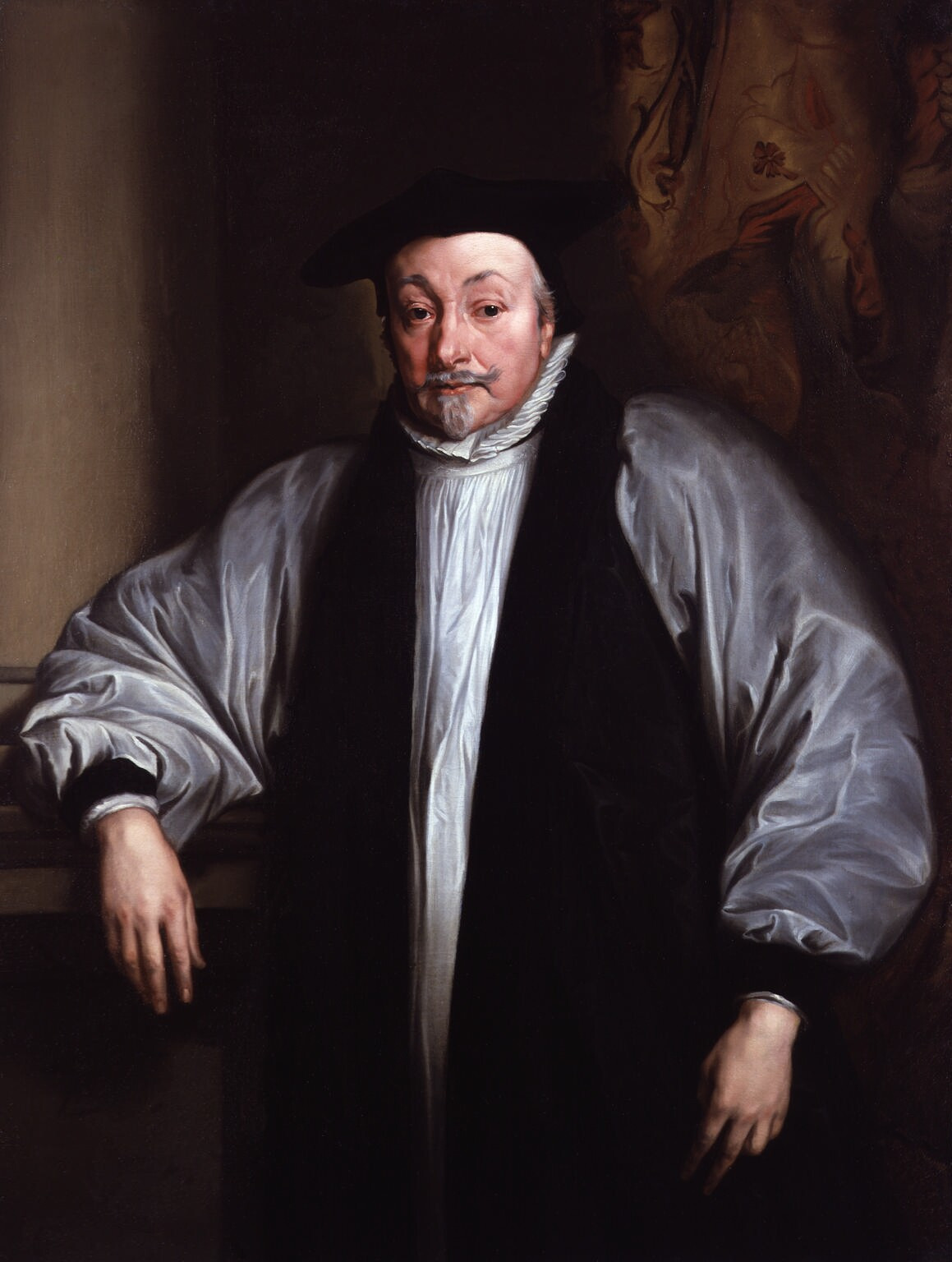
William Laud, por quien se llama "Laudianism", era un líder de la Alta Iglesia Anglicana como Arzobispo e Canterbury durante el reinado de Carlos I de Inglaterra.

El Laudismo fue un movimiento de reforma de principios del XVII dentro de la Iglesia de Inglaterra o anglicana, promulgado por Arzobispo William Laud y sus partidarios. Rechazaba la predestinación defendida por el calvinismo dominante hasta entonces en favor del libre albedrío y, por tanto, de la posibilidad de salvación para todos los hombres. Es probablemente más conocido por su impacto en el movimiento anglicano Iglesia alta y su énfasis en la ceremonia litúrgica y la jerarquía clerical. El laudismo fue la culminación del movimiento hacia el arminianismo en la Iglesia de Inglaterra, pero no fue de naturaleza puramente teológica, ni se limitó a la iglesia inglesa.

## Teología
El acuerdo isabelino de 1559, que marcó la pauta de la política religiosa inglesa hasta el surgimiento del laudismo, fue teológicamente una mezcla de la doctrina católica, el calvinismo y algunos elementos menores del luteranismo, sin adherirse oficialmente a ninguno de ellos. Aunque la doctrina de la predestinación debía manejarse con cuidado a nivel parroquial para contrarrestar la desesperación y la consiguiente desobediencia, el decimoséptimo de los Treinta y nueve artículos establece una doctrina de predestinación a la vida como uno de los principios fundadores de la Iglesia inglesa, pero omite la referencia a la reprobación. A diferencia de la propia doctrina de Calvino y Beza sobre la predestinación, que es supra-lapsario,  predestinación doble y incondicional, la opinión más habitual entre los reformados era la sub- o infra-lapsariana que consideraba que la predestinación de Dios actuaba sobre los seres humanos considerados como ya creados y caídos, por lo que la reprobación era judicial. La esencia del laudianismo en un sentido teológico era la creencia en la gracia de Dios y la expiación universal y el libre albedrío de todos los hombres para obtener la salvación. Así, se rechazaban varias teorías reformadas de la predestinación, y esta se basaba en la previsión de Dios sobre quiénes creerían (elección condicional). Además, la insistencia de Laud en la uniformidad del ritual despertó una gran oposición por parte de los puritanos.

## El laudismo en la práctica
En la práctica, esto condujo a una polarización dentro del protestantismo inglés, hasta el punto de que los movimientos del laudianismo y del puritanismo ya no podían describirse bajo esta bandera que lo englobaba todo.[cita requerida] La predestinación había sido un rasgo unificador de la Iglesia reformada y, aunque los grupos más radicales podían ser rechazados, seguía existiendo un sentimiento de hermandad entre los adeptos a los planteamientos supra e infra.  El arzobispo Laud no estaba de acuerdo con las opiniones de sus predecesores, como John Whitgift, de que los puritanos eran hermanos aberrantes, que erraban pero que merecían cierto nivel de indulgencia; en cambio, creía que los protestantes no conformistas representaban una amenaza directa para el establecimiento y que había más terreno común entre su propia y verdadera posición y la de la Iglesia católica anterior a la Reforma.
La edición de 1633 del diccionario estándar latino-inglés, dedicado a William Laud, contenía por primera vez la palabra Praedestinatiani, que se definía como "un tipo de hereje que sostenía la fatal predestinación de cada persona o acción particular, y que todas las cosas pasaban y caían necesariamente; especialmente en lo que respecta a la salvación y la condenación de hombres particulares".
Tras las negociaciones del matrimonio real con España, Jacobo I se enfrentó a un aumento de la hostilidad desde el púlpito y la prensa. Aunque el rey trató de acallar dicha oposición mediante proclamas, el confinamiento de los infractores y una serie de Instrucciones a los Predicadores en 1622, la oposición provino de altas figuras dentro de la Iglesia establecida, como varios capellanes reales, el deán Matthew Sutcliffe de Exeter, el archidiácono George Hakewill de Surrey y George Abbot, arzobispo de Canterbury. De todo ello se desprende que el laudianismo supuso una ruptura muy fuerte con las prácticas y percepciones anteriores dentro de la época isabelina y principios de la Iglesia del periodo Estuardo. De hecho, Jacobo reaccionó a este episodio trasladando su apoyo a eclesiásticos anticalvinistas como Lancelot Andrewes en Diócesis de Winchester y Montaigne en Diócesis de Londres, y finalmente elevando a Laud al episcopado, cambiando así radicalmente la base de poder a favor del movimiento emergente.
Carlos I llevó estos cambios de personal aún más lejos cuando a Laud se le prometió el arzobispado de Canterbury y se convirtió efectivamente en el portavoz religioso del régimen. Como obispo de Londres desde 1628, controlaba las imprentas y prohibía la discusión sobre la predestinación. El Arzobispado de York había sido ocupado por una sucesión de laudianos desde la muerte del calvinista Matthews en 1628 y desde 1632 fue ocupado por Neile, el que fuera mentor de William Laud. También en 1628, el Duque de Buckingham fue nombrado canciller de la Universidad de Cambridge, y posteriormente prohibió toda la enseñanza de la predestinación. Esto fue apoyado por una proclama real que efectivamente proscribió el calvinismo, ya a nivel nacional.
También se produjo una ruptura con las prácticas anteriores de la primera Iglesia de la época Estuardo a simple vista. Tras su traslado al Obispado de Durham en 1617, Richard Neile hizo transformar la mesa de comunión en un altar en el extremo este de la catedral y apoyó a Laud, entonces bajo su patrocinio, en una acción similar en la diócesis de Gloucester.
En la década de 1630, Laud declaró que el altar es el mayor lugar de residencia de Dios en la tierra, mayor que el púlpito, porque allí es Hoc est corpus meum / "Este es mi cuerpo"; pero en el otro no es más que Hoc est verbum meum / "Esta es mi palabra". En noviembre de 1633, por ley del Consejo Privado el rey Carlos I estableció el precedente de que todas las iglesias parroquiales debían seguir la práctica entonces generalizada de las catedrales de colocar las mesas de comunión a la altura del altar en el extremo este de los coros. Esto fue muy significativo. Uno de los puntos principales de la Reforma había sido la sustitución de la enseñanza católica de que la salvación provenía necesariamente de la Iglesia a través de los sacramentos de la comunión, el bautismo y la confesión. Estos ritos también se mantuvieron en las iglesias protestantes. El énfasis visual que esto ponía en el acto de la comunión contradecía directamente la doctrina calvinista de la salvación por la sola fe,[cita requerida] cuyo conocimiento se comunicaba a través de la predicación, aunque la práctica era similar al uso contemporáneo luterano de altares y piezas de arte medievales intactas.  Del mismo modo, unos años más tarde, se podía ver a los obispos Overall y Andrewes defendiendo la práctica de la confesión antes de recibir la Santa Comunión. La confesión, al igual que las buenas obras, implicaba que el hombre tenía la oportunidad de mejorar sus posibilidades de obtener la salvación y, de nuevo, era irreconciliable con los últimos cincuenta años y más de enseñanza calvinista y predestinadora.

## El laudismo y la guerra civil inglesa
En la década de 1630 se produjo una polarización de la opinión religiosa influida por las reacciones a los tratados, sermones y grupos de presión; los acontecimientos revolucionarios en Escocia; la Guerra de los Treinta Años; y el nivel de corrupción eclesiástica revelado por las investigaciones de las Cámaras del Parlamento. Asimismo, en relación con los ataques a los funcionarios del gobierno, aparte de los dirigidos a los grandes hombres del Estado, el acoso a los eclesiásticos laudianos fue positivamente alegre.  
Después de 1640, los laudianos y los arminianos, que hasta entonces habían gozado del favor de la jerarquía episcopal, se vieron atacados tanto por el Parlamento como por la prensa. Las Constituciones y Cánones Eclesiásticos fueron aprobadas por la Convocatoria del Clero Inglés de 1640, permaneciendo inusualmente en sesión tras la disolución del Parlamento corto. Incluían como canon VI lo que se hizo notorio como el "juramento et cetera", un compromiso de mantener el episcopado y la jerarquía anglicana vigente.
Los sacerdotes y obispos que se habían reunido en la Convocatoria para redactar los cánones de 1640 reivindicaron las ceremonias y los ritos de la Iglesia oficial, pero en pocos meses fueron incapaces de aplicarlos. En diciembre de 1640, trece obispos habían sido destituidos, y otra docena los había seguido en diciembre de 1641. A las ocho semanas de la apertura del Parlamento, las Cámaras pedían no la restauración de la iglesia prelaudiana, según las líneas isabelinas o jacobinas, sino la abolición de todo el orden eclesiástico y su reconstrucción en un molde puritano. La eliminación de los jueces eclesiásticos y la abolición de la Alta Comisión supuso la desprotección de la Iglesia oficial a nivel parroquial. Fueron arrancados los libros de oración y los  sobrepellices; las mesas de comunión fueron reubicadas y se quemaron los barandales del altar. El restablecimiento de la Iglesia Anglicana, en su versión laudiana, no se produciría hasta la  Restauración en 1660.